# Dwór w Kuźnicy Starej
Dwór w Kuźnicy Starej – pochodzący z XVIII wieku budynek dworski, znajdujący się w Kuźnicy Starej (powiat kłobucki). Obecnie obiekt znajduje się w rękach prywatnych.

## Historia i architektura
Dwór został wybudowany w 1759 roku dla rodziny Dębińskich. Budynek przebudowano w 1920 roku, dobudowując wówczas ganek z balkonem. Od 2009 roku jest własnością prywatną, pełniąc funkcję mieszkalną. 
Obiekt zbudowany jest w stylu klasycystycznym. Jest to budynek murowany, parterowy, na planie zbliżonym do litery "U", pokryty dwuspadowym dachem. Od frontu znajduje się czterokolumnowy portyk. 